# 中国人民解放军空军大同基地
中国人民解放军空军大同基地，位于山西省大同市，隶属中国人民解放军中部战区空军。

## 沿革
1969年1月6日，在山西省大同市组建中国人民解放军空军第十军。张宪章任军长，高德襄任政委。2003年12月整编为中国人民解放军空军大同指挥所。在2016年深化国防和军队改革前，空军大同指挥所隶属于中国人民解放军北京军区空军。
2017年4月18日，中共中央总书记、国家主席、中央军委主席习近平在北京八一大楼接见新调整组建的84个军级单位主官，并对各单位发布训令；中共中央政治局委员、中央军委副主席许其亮宣读习近平主席签发的中央军委关于调整组建军兵种部队和省军区系统军级单位的命令、决定。在这次军级单位调整组建中，新组建中国人民解放军空军大同基地，副军级，隶属中国人民解放军中部战区空军。

## 历任领导

### 空军第十军
| 军长 - 张宪章（1968年12月—1974年1月） - 方子翼（1974年1月—1975年5月） - 刘玉堤（1975年5月—1977年4月） - 刘志田（1977年4月—1983年5月） - 韩瑞阶（1983年5月—1987年9月） - 张景芬 空军少将（1987年10月—1990年6月） - 王春瑞 空军少将（1990年6月—1993年6月） - 张汝祥 空军少将（1993年6月—1995年12月） - 马晓天 空军少将（1995年12月—1997年3月） - 高守维 空军少将（1997年3月—1998年8月） - 景文春 空军少将（1998年8月—2001年2月） - 李长江 空军少将（2001年2月—2003年12月） 副军长 - 李永泰（1968年12月—1975年7月） - 刘志田（1968年12月—1977年4月） - 鲜才文（1969年9月—1979年1月） - 孙书孟（1973年12月—1983年5月） - 王翰文（1975年5月—1983年5月） - 杨节财（1976年6月—1979年1月） - 郑继荣（1977年10月—1983年5月） - 顾显清（1979年1月—1982年3月） - 焦景文（1979年1月—1983年5月） - 黄达萍（1980年3月—1983年5月） - 张景芬（1983年5月—1983年9月） - 吴华轩（1983年5月—1986年4月，代理） - 王正孝（1983年5月—1986年4月） - 李乃斌（1983年5月—1986年4月） - 张景芬（1985年9月—1987年10月） - 徐水香（1987年10月—1990年6月） - 吴华轩（1988年7月—1994年4月） - 曲茂（1994年4月—1998年12月） - 景文春（1995年4月—1998年8月） - 李长江（1998年6月—2001年2月） - 魏仁义（1998年6月—2003年12月） - 夏维宴（2001年2月—2003年12月） | 政治委员 - 高德襄（1968年12月—1973年1月） - 林冰（1973年1月—1978年10月） - 崔华亭（1978年10月—1983年5月） - 温刚（1983年5月—1986年3月） - 蒲荣祥 空军少将（1986年3月—1990年6月） - 王云杰 空军少将（1990年6月—1994年4月） - 胡传觉 空军少将（1994年4月—1995年12月） - 李绍林 空军少将（1995年12月—1997年12月） - 姜言记 空军少将（1997年12月—2003年8月） - 龚德宏 空军少将（2003年8月—2003年12月） 副政治委员 - 杜镜秋（1969年9月—1972年11月） - 袁凤仪（1973年1月—1979年1月） - 齐廷樟（1975年7月—1981年2月） - 阎霖（1978年10月—1983年5月） - 梁希文（1983年5月—1986年4月） - 金恭（1983年5月—1985年8月） - 任光明（1986年4月—1992年8月） - 胡传觉（1992年8月—1994年4月） - 李绍林（1994年4月—1995年12月） - 杨占成（1995年7月—1997年7月） - 王福（1997年7月—2003年12月） - 周光华（2000年1月—2003年12月） |

| 参谋长 - 张家荣（1968年12月—1970年4月） - 元戈（1970年4月—1983年5月） - 汤乃涛（1983年5月—1990年6月） - 曲茂（1990年6月—1994年3月） - 马晓天（1994年3月—1996年1月） - 李志亮（1996年1月—1998年12月） - 马学林（1998年12月—2001年7月） - 徐开顶（2001年7月—2003年12月） | 政治部主任 - 肖鸿云（1968年12月—1969年11月） - 原洁（1969年11月—1972年7月） - 袁凤仪（1973年1月—1977年10月，副政治委员兼） - 尼特（1977年10月—1981年10月） - 蒲荣祥（1983年5月—1986年3月） - 王云杰（1986年4月—1989年7月） - 杨治理（1989年7月—1993年2月） - 李绍林（1993年2月—1994年3月） - 王世志（1994年3月—1997年3月） - 李家祥（1997年3月—1997年10月） - 姜言纪（1997年10月—2001年） |

| 后勤部部长 - 刘喜勤（1969年12月—1979年1月） - 石同起（1979年1月—1986年4月） - 雷国保（1986年4月—1993年1月） - 戴鸿生（1993年1月—1996年1月） - 周光华（1996年1月—2000年1月） - 朱振亚（2000年1月—2001年8月） - 王世志（2001年8月—2003年12月） | 装备部部长 - 黄超（1983年5月—1986年4月） - 刘桂茂（1986年4月—1990年4月） - 高继伦（1990年4月—1994年8月） - 李宪睿（1994年8月—1998年1月） - 马学林（1998年1月—2003年12月） |

### 空军大同指挥所
| 司令员 - 夏维晏 空军少将（2003年12月—2010年7月） - 傅绍银 空军少将（2010年7月—2013年） - 刘敬权 空军少将（2013年—2017年） | 政治委员 - 王峰 空军少将（2003年12月—2009年7月） - 诸春华 空军大校（2009年7月—2014年） - 徐茂先 空军大校（2014年—2017年） |

### 空军大同基地
| 司令员 - [[]] 空军少将（2017年4月—） | 政治委员 - [[]] 空军少将（2017年4月—） |